# Pop 2000

Créé par Mike Lécuyer et Jacques Barbier, le mensuel Pop 2000 (distribué par les NMPP), sous-titré Le journal de la pop française avait pour vocation de promouvoir les groupes français qui, à l'époque, ont connu une certaine « explosion », voire une certaine notoriété auprès du grand public.
Les principaux collaborateurs étaient  Jacques Leblanc, futur directeur de Jukebox magazine et Alain Lemaire.
Le premier numéro sort fin décembre 1971 (daté janvier 1972) avec Martin Circus en couverture et  Ange  en interview. Les principaux groupes de l'époque (Magma,  Ange (2 fois), Dynastie Crisis, Zoo, Les Variations, etc.) ont été en couverture, mais aussi Robert Charlebois, Joël Daydé, Dick Rivers, Eddy Mitchell, Véronique Sanson, Alan Stivell.
Les numéros de 1972 (en noir et blanc) sont tirés à 13 000 exemplaires, les numéros de 1973 (avec une couleur d'accompagnement) à 30 000 exemplaires. Mais le « choc pétrolier » de février 1973 fait doubler les coûts de fabrication et le numéro 18 de juin 1973, avec Dick Rivers en couverture, restera à l'état de typons jamais imprimés.